# 朱延禧
朱延禧（？—？），字允修，號蓼水，山東東昌府聊城縣人，明朝政治人物。

## 生平
四月十一日生，治書经。萬曆二十二年（1594年）甲午科山東鄉試第五十一名舉人，二十三年（1595年）乙未科會試第二百四名，廷試三甲第二百九名進士。刑部觀政，選庶吉士，二十五年八月授翰林院檢討，二十八年七月考满，丁艱歸。三十五年（1607年）任南京國子監司業，歷左中允、左諭德兼侍講，四十年（1612年）任順天鄉試副主考官，升右春坊右庶子兼翰林院侍讀，以鄉試有誤被彈劾，稱病去職。
泰昌元年（1620年），明熹宗即位，任南京國子監祭酒，改詹事府詹事。天啓二年（1622年），升禮部右侍郎兼翰林院侍讀學士，任日講官講《尚書》，教習庶吉士，被明熹宗賞識。三年（1623年）正月，晋朱延禧礼部尚书兼东阁大学士。七月，晋太子太保文渊阁大学士。十一月，晋少保兼太子太保。负责编修的《神宗实录》《光宗实录》成书，负责督修明定陵、明庆陵竣工。五年（1625年）正月，晋少傅兼太子太师、吏部尚书、建极殿大学士。司礼监规定内阁票拟称魏忠贤为“元臣”，朱延禧反对。御史田景新因此弹劾朱延禧与兵部左侍郎張鳳翔结党，密谋入阁。朱延禧上疏请辞，六月朱延禧被准驰驿归乡。朱延禧去世后，谥号文恭。
著有《畸齋詩文集》十五卷。

## 家族
曾祖朱欽。祖朱應聘，嘉靖甲午舉人、歷任雲南姚安知府。父朱希曾，庠生、封翰林院检讨。母钱氏，贈孺人。继母邢氏，封孺人。具庆下。娶傅氏，贈孺人；继娶鄧氏，封孺人。子與衡、與弼。